# Генрик Вальчинський
Генрик Вальчинський (пол. Henryk Walczyński; 9 травня 1928, Зремби — 7 травня 2013, Варшава) — польський офіцер комуністичної держбезпеки та міліції, у 1980—1982 роках — начальник III департаменту МВС ПНР, у 1982—1988 роках — радомський воєводський комендант цивільної міліції та начальник. Активний учасник політичних переслідувань і протистояння з Солідарністю, вирізнявся прихильністю до жорсткого курсу ПОРП.

## Офіцер держбезпеки
Народився у селянській сім'ї. Закінчив педагогічне училище у Кельці, кілька місяців працював учителем. У 1949 році з власної ініціативи вступив на службу до Міністерства громадської безпеки (МГБ). До 1952 року служив у V департаменті Кельцького воєводського управління МГБ. Спеціалізувався на придушенні політичної опозиції. З 1948 року перебував в урядущій компартії ПОРП.
У лютому 1952 року переведений до Варшави. Служив у V та III департаментах центрального апарату МГБ (боротьба з політичною опозицією та збройним підпіллям). У 1954—1956 роках, після розформування МГБ — офіцер оперативних служб Комітету громадської безпеки.
З 1 січня 1957 року служив у ІІІ департаменті МВС — Службі безпеки ПНР. Обіймав керівні посади у 1-му (інформаційно-аналітичний) та 4-му (спостереження за науковими та культурними колами) відділах департаменту. У 1965—1973 роках — начальник 4-го відділу. З липня 1977 року — заступник директора департаменту Адама Кшиштопорського. Спеціалізувався на придушенні політичної опозиції, насамперед КОР.
Генрик Вальчинський відрізнявся ортодоксально-комуністичними поглядами. У 1973—1976 роках навчався в Академії внутрішніх справ, після цього виступав як лектор ЦК ПОРП.

## Проти «Солідарності»
20 жовтня 1980 року полковника Вальчинського призначено директором III департаменту МВС. Це був початковий період конфронтації ПОРП з незалежною профспілкою Солідарність. Політична позиція Вальчинського повністю відповідала жорсткому курсу відомих діячів «партійного бетону» — міністра внутрішніх справ ПНР генерала Мирослава Мілевського та його заступника генерала Богуслава Стахури.
Полковник Вальчинський виступав за встановлення воєнного режиму, силове придушення «Солідарності». Він відрізнявся лютою ненавистю до дисидентів й опозиціонерів — аж до телефонних дзвінків з погрозами: «Ви помрете». Наполягав на жорсткій ідеологічній цензурі, пропонував вилучити кілька епізодів у фільмі Анджея Вайди «Людина із заліза». Водночас Вальчинський був прихильником створення проурядових організацій на противагу «Солідарності». Саме він санкціонував установу націонал-комуністичного об'єднання «Грюнвальд» — для підтримки ПОРП у політичній боротьбі. Підтримував департамент Вальчинського й Асоціацію «Реальність», якою керував колишній підпоручик РБ Ришард Гонтаж.
У липні 1981 року Мирослава Мілевського змінив на чолі МВС Чеслав Кіщак. Новий міністр походив з військової спецслужби та намагався заміщати ключові посади своїми армійськими кадрами. Він, як і генерал Ярузельський, дотримувався дещо іншого курсу, аніж Мілевський — з великим акцентом на політичні маневри, аніж на пряме насильство. Зрештою, генерал Кіщак був незадоволений надмірним поширенням у III департаменті МВС пияцтва й алкоголізму.
16 травня 1982 року, вже у період воєнного стану, Генрика Вальчинського було переведено у Радом і призначено комендантом цивільної міліції Радомського воєводства замість Казимежа Отловського (на посаді директора III департаменту його змінив майбутній глава СБ ПНР Генрик Данковський). З 1983 року — начальник воєводського Управління внутрішніх справ.

## Скандали й усунення
На чолі радомської міліції та СБ Вальчинський залишався майже сім років. На цій посаді він запам'ятався не так політичними переслідуваннями, як корупційними скандалами. Вальчинський встановив тісний зв'язок з підприємцем-мільйонером Казмежем Грабеком на прізвисько «король желатину» (з середини 1980-х років приватний бізнес у ПНР був фактично легалізований). Використовуючи адміністративно-силовий ресурс, Вальчинський лобіював надання Грабеку кредитів з бюджетних коштів, допомагав у складанні підробленої документації на будівництво екологічно шкідливого підприємства з виробництва клею поблизу Груєца, надавав охоронні послуги. У 1987 році ці дії стали предметом розслідування спеціальної комісії МВС. Було незаперечно встановлено факти корупції. Вальчинський не визнавав своєї провини, але написав на ім'я Кіщака рапорт про звільнення за власним бажанням.
На той час політичне становище у Польщі незворотно змінилося. Ще у січні 1988 року полковника Вальчинського зняли з посади радомського коменданта (його наступником став полковник Єжи Май) і переведено у розпорядження кадрового департаменту МВС. Це вже означало фактичну відставку. 30 квітня 1989 року Вальчинського звільнили з МВС.

## У відставці
У подальших політичних подіях Вальчинський участі не брав. За свідченнями з архіву Інституту національної пам'яті, його погляди еволюціонували до відвертого польського націоналізму й антисемітизму. Він став негативно оцінювати сталінську систему, але відповідальність за «цю чуму» покладав на комуністів єврейської національності (причому приналежність до неї розумів вельми розширювально — не тільки у випадках Карла Маркса чи Юзефа Святло, а й Фрідріха Енгельса та Лаврентія Берії). Вальчинський говорив про свою повагу до «нації Ізраїлю, яка дала світові багатьох творців, учених і нобеліатів», але стверджував, що і в СРСР, і в Польщі тоталітарну систему встановили «не росіяни і не поляки».
Помер Генрик Вальтчинський за два дні до свого 85-річчя.